# 張東稷
張東稷（韓語：장동직，1966年9月15日—），韓國男演員。

## 經歷
- 2006年4月藝人喜馬拉雅愛爾蘭頂峰遠征軍隊員

## 演出作品

### 電視劇
- 2002年：SBS《冰花》
- 2002年：SBS《野人時代》
- 2003年：KBS《武人時代》
- 2003年：MBC《Argon》
- 2004年：KBS《老處女日記》飾演 張東直
- 2005年：KBS《玫瑰色人生》飾演 李正濤
- 2005年：SBS《幸福女人花》飾演 鄭載民
- 2006年：MBC《可惡的女人們》飾演 楊智煥
- 2007年：SBS《相愛的好日子》
- 2007年：SBS《錢的戰爭》飾演 姜仁赫
- 2009年：KBS《IRIS》飾演 姜圖哲
- 2010年：MBC《金首露》飾演 劉千
- 2011年：KBS《波塞冬》飾演 姜朱旻
- 2012年：KBS《大王之夢》飾演 鼻荊
- 2014年：SBS《Three Days》飾演 李哲奎
- 2014年：MBC《Triangle》飾演 玄弼常
- 2016年：SBS《愛情來了》飾演 吳宇宙

### 電影
- 1996年：《歸天圖》
- 1997年：《野生動物保護區域》
- 1997年：《甜菜》
- 1998年：《星期六下午2點》
- 1998年：《藍色的大門》
- 1999年：《剽竊》
- 2000年：《飛天舞》
- 2000年：《狂想曲》
- 2004年：《任何事情都能解決的洪班長》
- 2006年：《老處女日記》

## 外部連結
- NAVER （页面存档备份，存于）